# Štokavisch
Štokavisch [ˈʃtɔkaːʋiʃ], manchmal auch Schtokawisch, bezeichnet in der Linguistik eine Dialektgruppe der südslawischen Sprachen. Štokavische Dialekte werden in ganz Bosnien-Herzegowina und Montenegro sowie im größten Teil Serbiens, in Teilen Kroatiens und im südlichen Burgenland gesprochen. Die Bezeichnung kommt vom Fragewort što bzw. šta für was (im Gegensatz zu kaj beziehungsweise ča im Kajkavischen und Čakavischen).
Auf der gemeinsamen Grundlage des Štokavischen haben sich die gegenseitig verständlichen Standardvarietäten Bosnisch, Kroatisch, Serbisch und Montenegrinisch entwickelt, die aus diesem Grund zum Serbokroatischen zusammengefasst werden.
Die štokavischen Dialekte werden in Kroatien im Norden vom Kajkavischen, an der Küste vom Čakavischen begrenzt (Näheres unter Kroatische Sprache). In Serbien stoßen sie im Südosten an den torlakischen Großdialekt, der einen Übergang zum Mazedonischen und Bulgarischen darstellt.

## Verbreitung und Dialekte

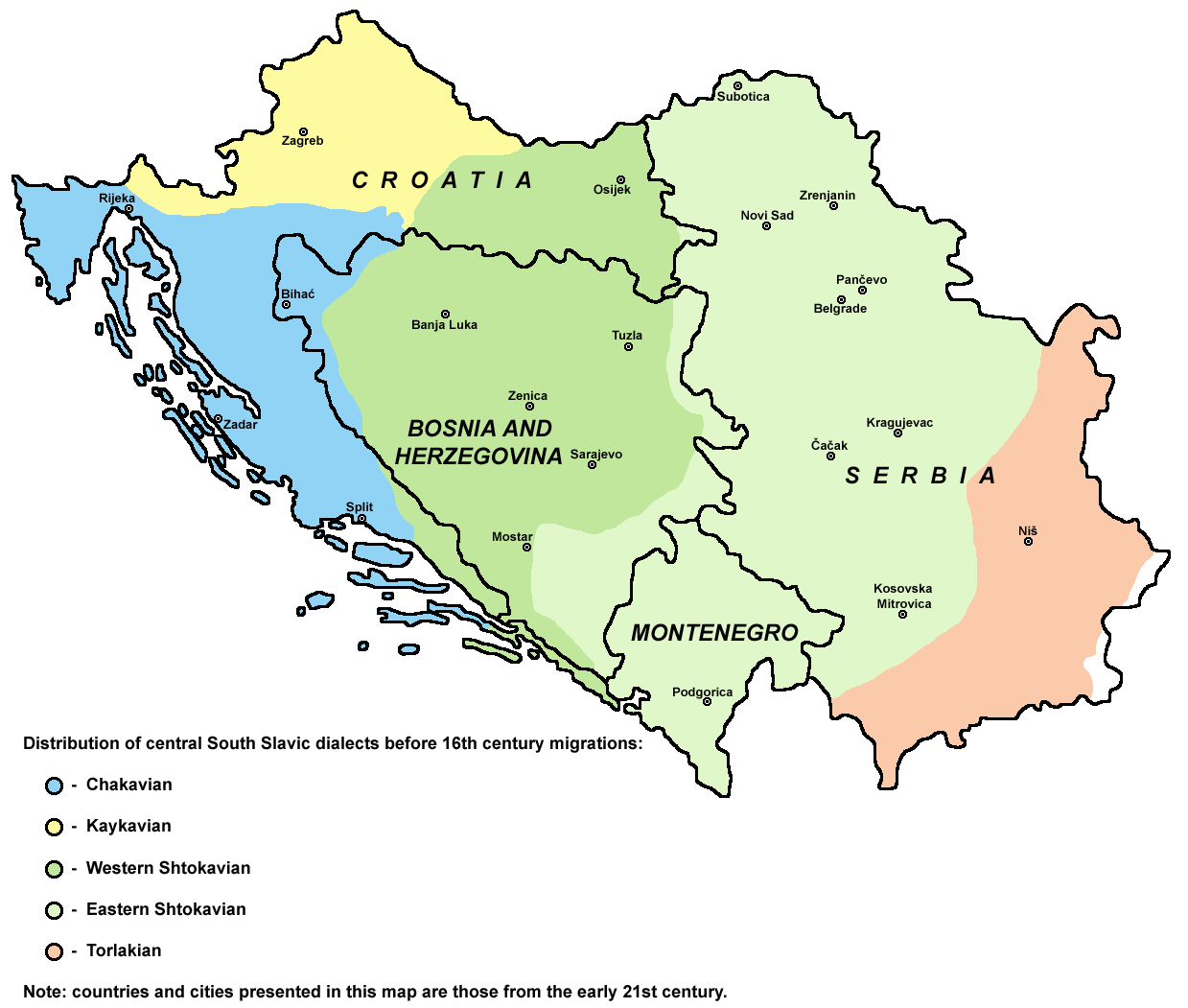
Varianten der Serben und Montenegriner, der Bosniaken und eines Teils der Kroaten

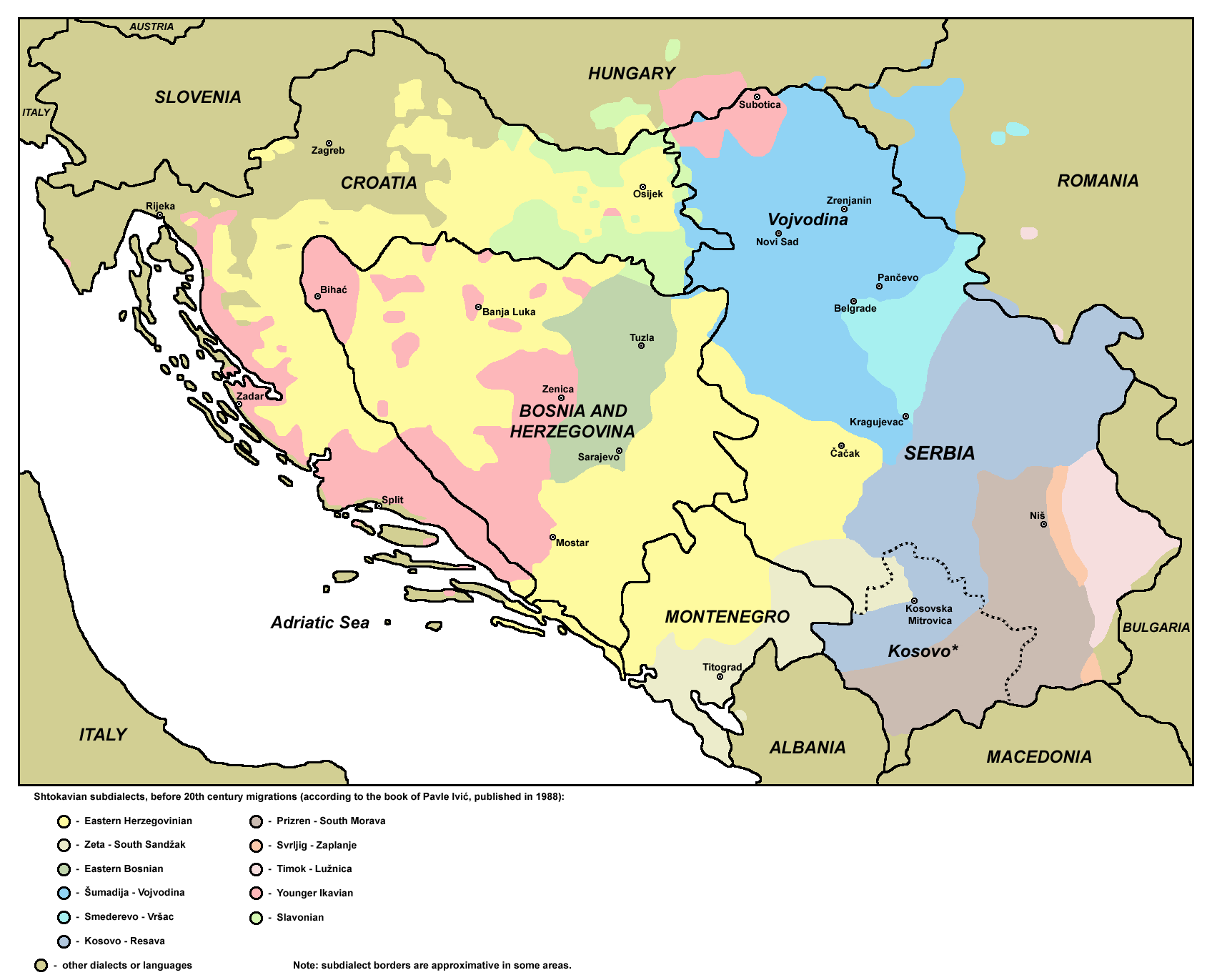
Štokavische Varietäten

Der štokavische Dialekt ist von den drei Hauptdialekten des Serbischen und Kroatischen am weitesten verbreitet. Er wird in verschiedenen Varianten von den Serben und Montenegrinern, den Bosniaken und einem Teil der Kroaten gesprochen – sieht man davon ab, dass die Standardsprachen in Serbien und Montenegro, in Kroatien und Bosnien und Herzegowina ohnehin alle auf dem štokavischen Dialekt basieren.

### Ekavische Dialekte
Ekavisches Štokavisch wird von einem großen Teil der Serben in Serbien gesprochen. Heute unterscheidet man drei große ekavische Dialektgebiete: Der Šumadija-Vojvodina-Dialekt ist, wie der Name sagt, in der Šumadija im westlichen Zentralserbien und in der Vojvodina gebräuchlich. Städtische Zentren sind Belgrad, Valjevo, Kragujevac, Novi Sad und Zrenjanin. Südöstlich schließt sich der Kosovo-Resava-Dialekt an, der im Norden des Kosovo im Morava-Tal und in Ostserbien gesprochen wird. Wichtige Städte in diesem Raum sind Peć, Kosovska Mitrovica, Kruševac, Jagodina und Požarevac. Wiederum südöstlich daran schließt sich das Torlakische an, das Südostserbien umfasst. Zum torlakischen Sprachraum gehören Zaječar, Niš, Pirot, Leskovac, Vranje, Priština und Prizren.

### Ijekavische Dialekte
Der ijekavische Ostherzegowinische Dialekt wird in der Lika, Teilen Slawoniens, dem Kordun, in Süddalmatien, der Ostherzegowina, in großen Teilen Bosniens, im nordwestlichen Montenegro und in Teilen Westserbiens gesprochen. 

Er bildet die Grundlage für die bosnische, kroatische und montenegrinische Schriftsprache. Dieser Dialekt hat die neue Akzentuation. Der Dialekt von Dubrovnik, der in der Vergangenheit ein größeres Maß an typologischer Eigenständigkeit besessen hat, wird heute auf synchroner Ebene ebenfalls zum Ostherzegowina-Dialekt gerechnet.
Der ebenfalls ijekavische Ostbosnische Dialekt wird in Mittelostbosnien gesprochen (Brčko, Tuzla, Sarajevo). Dieser Dialekt hat die alte Akzentuation.
Im südlichen und östlichen Montenegro sowie im Sandžak (Raška) wird der Zeta-Sandschak-Dialekt gesprochen (Städte: Podgorica, Sjenica, Novi Pazar). Dieser Dialekt hat die alte Akzentuation.

### Ikavische Dialekte
Neuštokavisch-Ikavisch wird in Nord- und Mitteldalmatien, der westlichen Lika sowie in den westlich der Flüsse Bosna und Neretva gelegenen Teilen Bosnien-Herzegowinas, vor allem in Zentralbosnien, in der westlichen Herzegowina und in der Region um Bihać gesprochen. Zu diesem Dialekt gehört auch das Bunjevatzische, die Sprachvarietät der Bunjevci, die in zwei räumlich weit voneinander getrennten Gebieten gesprochen wird, nämlich zum einen im Velebit und zum anderen in der nördlichen Batschka. Dieser Dialekt hat die neue Akzentuation.

### Slawonisch
Slawonisch wird in Nord- und Südostslawonien gesprochen. Die slawonischen Varietäten der Podravina sind größtenteils ekavisch, diejenigen der Posavina ikavisch-ijekavisch oder ikavisch. Sie werden jedoch aufgrund lautlicher und morphologischer Gemeinsamkeiten auf anderen Gebieten gewöhnlich zu einem Dialekt zusammengefasst. Dieser Dialekt hat die alte Akzentuation.

## Grammatik

### Grammatische Kategorien
Hier soll vor allem auf Unterschiede zu anderen slawischen Sprachen eingegangen werden. So gibt es etwa keine reinen Nominalsätze. Das Imperfekt ist weitgehend zurückgebildet und kommt de facto nur noch als Stilmittel der Literatur sowie in einigen festen Redewendungen vor.

#### Grammatisches Geschlecht
Wie in anderen slawischen Sprachen kennt auch hier das Substantiv 3 grammatische Geschlechter, jeweils im Singular und im Plural.
Grundsätzlich ist das Geschlecht durch den Endbuchstaben festgelegt: Maskulina enden auf Konsonant, Feminina auf -a, Neutra auf -o oder -e. Es gibt jedoch eine Reihe von Ausnahmen:
1. Weibliche Wörter auf Konsonant: Hier handelt es sich hauptsächlich um Abstrakta. Anders etwa als im Russischen sind sie nicht an der Weichheit der Endung erkennbar: smisao (m) (Sinn) – misao (f) (Gedanke); most (m) (Brücke) – kost (f) (Knochen)
2. Männliche Wörter auf -a: Hier handelt es sich ausschließlich um Bezeichnungen für Personen. Zu dieser Gruppe gehören einerseits viele Turzismen, andererseits aber auch etliche slawische Wörter. Im Serbischen, anders als im Kroatischen, enden auch Wörter wie Kolumnist, Kommunist, Nationalist auf a (-ista). Diese werden wie weibliche Substantive dekliniert, das Adjektiv aber wie bei anderen männlichen Nomen. Beispiele: vođa (Führer), sudija (Richter, auf kr. auch sudac), vojvoda (Herzog), Sarajlija (Person aus Sarajewo), kamendžija (auch kamenorezac, Steinmetz), zanatlija (auch obrtnik, Handwerker) … stari vođa usw.
3. Herablassende oder eine schlechte Eigenschaft bezeichnende männliche Substantive auf -a: Im Gegensatz zur vorherigen Gruppe werden hier auch die Adjektive nach dem Muster des Femininum dekliniert: ubica/ubojica (Mörder), budala (Dummkopf), kukavica (Feigling) … stara budala usw.
4. Koseformen männlicher Personennamen auf -a oder -o: Werden meist wie weibliche Substantive auf -a dekliniert.

Anmerkung: obwohl die drei letzten Kategorien in allen drei heutigen Schriftsprachen vorkommen, sind sie im Kroatischen deutlich seltener.

### Enklitische Formen
Eine Reihe von Wortgruppen weist eine so genannte enklitische Form auf. Dies sind verkürzte Formen, die keinen eigenen Akzent besitzen und sich daher an das vorhergehende Wort anschmiegen, und die von Modalverben und Personalpronomen der abgeleiteten Fälle gebildet werden können. Sie können nur an bestimmten Stellen im Satz auftreten. Meist ist dies an zweiter Stelle, wobei man sich nicht nach Bedeutungseinheiten, sondern nach dem ersten betonten Wort richtet, so dass die enklitische Form oft zwischen Adjektiv und dem dazugehörenden Substantiv, manchmal sogar zwischen Vor- und Nachname eingeschoben wird. Ebenfalls häufig ist die Stellung direkt nach dem Infinitiv beziehungsweise Partizip. Wenn mehrere solche Wörter zusammenkommen, gibt es eine festgelegte Reihenfolge.
1. Fragepartikel li
2. Hilfsverb: von biti, sein: sam, si, je, smo, ste, su; (bih, bi, bi, bismo, biste, bi*); von htjeti, wollen: ću, ćeš, će, ćemo, ćete, će;
3. Personalpronomen des Dativs: mi, ti, mu/joj, nam, vam, im; si (reflexiv)
4. Personalpronomen des Genitivs: me, te, ga/je, nas, vas, ih; se
5. Personalpronomen des Akkusativs: me, te, ga/ju/je, nas, vas, ih; se
6. Dritte Person Singular des Hilfsverbs biti: je*

* Diese Formen können auch nichtenklitisch verwendet werden, ohne das Erscheinungsbild zu ändern.
Beispielsätze:
Trećeg mu je dana došla i rekla …
Des dritten ihm ist Tages gekommen und gesagt …
Am dritten Tag kam sie zu ihm und sagte (ihm) …
Išao sam mu se žaliti.
gegangen bin ihm sich beschweren
Ich ging, mich bei ihm zu beschweren
Da li si ga se bojala?
Ob ?  hast seiner sich gefürchtet
Hast du dich vor ihm gefürchtet?
Da li si nam ih rezervirao
Ob ?  hast uns (D) sie (A) reserviert
Hast du sie uns reserviert (z. B. die Sitzplätze)

### Morphonologische Prozesse

#### Jotierung (jotacija)
Konsonant + j ergibt:
b → blj uporaba, rabljen
c → č
č → č/čj riječ, riječju
d → đ uraditi, urađen
g → ž
h → š  suh, suši;
k → č plakati, plačem
l → lj mil, omiljen
m → mlj lomiti, lomljiv
n → nj kazniti, kažnjen
p → plj zastupiti, zastupljen
r → r  zanemariti, zanemariv;
s → s/š  visok, više
t → ć pratiti, praćenje
t → št/šć obavijestiti, obavješćen/obavješten
v → vlj krov, potkrovlje
z → ž  paziti, neopažen
ž → ž

#### Flüchtigesa
Kurzes a in der letzten Silbe fällt in den abgeleiteten Formen aus, kommt aber im Genitiv Plural, wo es lang ist, wieder zum Vorschein. Bei einigen Wörtern, welche im Nomitativ Singular kein solches a haben, tritt es hier ebenfalls in Erscheinung:
NS pas – GS: psa – GPl pasa (Hund)
predak – pretka – predaka (Siehe auch #Assimilation) (Ahne)
momak – momka – momaka (Bursche)
mislilac – mislioca – mislilaca (Siehe Absatz #End-l) (Denker)
Flüchtiges a fehlt im Nominativ Singular.
NS: točka (f) – G-Pl točaka (Punkt)
primjedba (f) – G-Pl primjedbi/primjedaba (Siehe auch #Assimilation) (Anmerkung, Einwand)

#### Assimilation
Im Štokavischen werden Konsonantengruppen vom Wortende her assimiliert, sowohl in Bezug auf die Stimmhaftigkeit als auch auf die Palatalität. Treffen dadurch mehrere gleiche Konsonanten aufeinander, wird der Konsonant nur einfach geschrieben und ausgesprochen. Es gibt folgende Paare: Stimmhaftigkeit: b-p; d-t; dž-č; s-z; š-ž; g-k.
od + trčati → otrčati
šest + deset → šezdeset
pet + deset → pedeset
iz + ključiti →isključiti
iz + čekati → iščekati
nad + tjecati → natjecati
misl(iti) + -jen → mišljen
raz- + praviti → raspraviti
list + -je → lišće
Scheinbare Ausnahme ist das Wort mozak, welches von vorne nach hinten assimiliert wird:
mozak – mozga (Genitiv)
Tatsächlich liegt hier jedoch g zugrunde, das im Nominativ durch Auslautverhärtung zu k wird.

#### End-l
l im Auslaut eines Wortes oder einer Silbe ist in den meisten štokavischen Dialekten zu einem unbetonten o geworden. Dieser Prozess ist von den drei modernen Schriftsprachen beim Serbischen am stärksten ausgebildet: Hier tritt er sogar nach o auf, also sto statt stol (Tisch).
Wenn das ursprüngliche l durch Ableitungen wieder zwischen Vokalen zu liegen kommt, wird es in ein l zurückverwandelt.
Beispiele:
dao (m), dala (f), dalo (n) – Partizip II von dati, geben: gegeben
N palac, G paoca – Daumen (zu beachten: hier kommt das l durch das Verschwinden des flüchtigen a in die Auslaut-Position)
N mislilac, G mislioca
N misao (f), G misli, I mišlju (Ein wunderbares Beispiel für das Zusammentreffen mehrerer Unregelmäßigkeiten: Ein Femininum auf Konsonant, flüchtiges a, Auslaut-l, Palatisierung einer Konsonantengruppe)